# Åsa Larsson
Åsa Larsson (født 28. juni 1966) er en svensk forfatterinde af kriminalromaner. Selvom hun er født i Uppsala, voksede hun op i Kiruna i det allernordligste Sverige. Inden hun blev forfatter på heltid var hun skatteadvokat, et erhverv hun deler med heltinden fra hendes romaner, Rebecka Martinsson. Hendes første Rebecka Martinsson roman Solstorm blev tildelt de svenske kriminalforfatteres pris som bedste debutroman. Den blev udgivet i Storbritannien med titlen The Savage Altar og kom på kandidatlisten til Duncan Lawrie International Dagger. Hendes anden Rebecka Martinsson roman, Det blod som spillts, vandt 2004 prisen for bedste svenske kriminalroman. Til offer åt Molok , hendes femte Rebecka Martinsson roman vandt samme pris i 2012. 
Hun er barnebarn til den olympiske skiløber Erik August Larsson.